# Shun-Ichi Uéno
Shun-Ichi Uéno (Japans: 上野俊一) (Ibaraki, 8 december 1930 - Tokio, 3 oktober 2020) was een Japans entomoloog. 
Shun-Ichi Uéno werd in 1930 geboren in Ibaraki in de prefectuur Osaka. Als entomoloog was hij gespecialiseerd in de studie van de loopkevers (Carabidae) en in het bijzonder de onderfamilie Trechinae maar hij heeft ook vele Japanse kevers uit diverse andere families beschreven. Hij beschreef honderden soorten nieuw voor de wetenschap. Hij werkte voor het National Science Museum in Tokio. Na zijn pensionering richtte hij zijn belangstelling op de loopkevers van China. Hij was hoofdredacteur van het coleopterologische tijdschrift Elytra.      
- CiNii: DA02361804
- Gemeinsame Normdatei: 114656886X
- International Standard Name Identifier: 0000 0000 8463 6292
- Library of Congress Control Number: nr93027788
- Nederlandse Thesaurus van Auteursnamen: 19493473X
- Virtual International Authority File: 282782075
- WorldCat: E39PBJkMFfWtYvW8Vt3pqWRdwC